# الوز
الوز (به فرانسوی: Aluze) یک کمون در فرانسه است که در Canton of Chagny واقع شده‌است.

## خصوصیات
الوز ۶٫۰۱ کیلومترمربع مساحت و ۲۵۷ نفر جمعیت دارد و ۴۲۶ متر بالاتر از سطح دریا واقع شده‌است.